# Австралазия (спорт)
Австрала́зия (англ. Australasia) — объединённая команда Австралии и Новой Зеландии, выступавшая в ряде видов спорта в начале XX века.

## Австралазия на Олимпийских играх
Олимпийская ассоциация (НОК) Новой Зеландии была образована в 1911 году, а признана МОК — в 1920 году. Поэтому спортсмены Новой Зеландии, дебютировавшие на Олимпийских играх в 1908 году, на Играх 1908 и 1912 годов выступали в единой команде с Австралией под названием Австралазия (код МОК — ANZ).

### Олимпийские игры 1908
На Олимпийских играх 1908 года Австралазия завоевала 1 золотую, 2 серебряные, 2 бронзовые медали:
- «золото» 
  - регби — сборная (фактически — сборная Австралии)
- «серебро» 
  - бокс — средний вес — Реджинальд Бейкер
  - плавание — 400 м вольным стилем — Фрэнк Борепейр
- «бронза» 
  - лёгкая атлетика — спортивная ходьба на 3500 м — Гарри Керр (Новая Зеландия)
  - плавание — 1500 м вольным стилем — Фрэнк Борепейр

В составе команды было 3 новозеландца. Гарри Керр стал первым новозеландцем — призёром Олимпийских игр.

### Олимпийские игры 1912
На Олимпийских играх 1912 года Австралазия завоевала 2 золотые, 2 серебряные, 3 бронзовые медали:
- «золото» 
  - плавание — 100 м вольным стилем (женщины) — Фанни Дюрек
  - плавание — эстафета 4×200 м вольным стилем — сборная (Лесли Бордмен[англ.], Малкольм Чэмпион /Новая Зеландия/, Сесил Хили, Харольд Хардуик), с мировым рекордом.
- «серебро» 
  - плавание — 100 м вольным стилем — Сесил Хили
  - плавание — 100 м вольным стилем (женщины) — Вильгельмина Уайли
- «бронза» 
  - плавание — 400 м вольным стилем — Харольд Хардуик
  - плавание — 1500 м вольным стилем — Харольд Хардуик
  - теннис — закрытые корты, одиночный разряд — Энтони Уайлдинг (Новая Зеландия)

В составе команды было 3 новозеландца. Малкольм Чампион стал первым новозеландцем — чемпионом Олимпийских игр.

### Медальный зачёт
| Игры                   | Золото          | Серебро         | Бронза          | Всего           |
| Медали по Играм        | Медали по Играм | Медали по Играм | Медали по Играм | Медали по Играм |
| ---------------------- | --------------- | --------------- | --------------- | --------------- |
| 1908 Лондон            | 1               | 2               | 2               | 5               |
| 1912 Стокгольм         | 2               | 2               | 3               | 7               |
| Медали по видам спорта |                 |                 |                 |                 |
| Плавание               | 2               | 3               | 3               | 8               |
| Регби                  | 1               | 0               | 0               | 1               |
| Бокс                   | 0               | 1               | 0               | 1               |
| Лёгкая атлетика        | 0               | 0               | 1               | 1               |
| Теннис                 | 0               | 0               | 1               | 1               |
| Всего                  | 3               | 4               | 5               | 12              |

### Знаменосцы
Знаменосцами команды Австралазии на церемониях открытия были:
| Игры           | Спортсмен         | Страна         | Вид спорта      |
| -------------- | ----------------- | -------------- | --------------- |
| 1908 Лондон    | Генри Мюррей      | Новая Зеландия | лёгкая атлетика |
| 1912 Стокгольм | Малькольм Чэмпион | Новая Зеландия | плавание        |

## Австралазия втеннисе
В 1905 году Новая Зеландия присоединилась к Национальной ассоциации лаун-тенниса Австралии (вышла в 1922 году), и ассоциация была переименована в Национальную ассоциацию тенниса Австралазии.
Сборная Австралазии дебютировала в Кубке Дэвиса в 1905 году (это было первое выступление и для австралийцев, и для новозеландцев). Результаты:
- победа — 1907—1909, 1911, 1914, 1919;
- поражение в челлендж-раунде — 1912, 1920, 1922;
- не прошли плей-офф — 1905, 1906, 1913, 1921.

В 1905—1914 годах костяк команды составляли австралиец Норман Брукс и новозеландец Энтони Уайлдинг (в 1911—1913 годах Уайлдинг не участвовал). После гибели Уайлдинга в Первой мировой войне сборная Австралазии фактически (а с 1923 — и формально) превратилась в сборную Австралии.
В 1905 году начал проводиться чемпионат Австралазии (англ. The Australasian Championships), в котором, однако, нередко участвовали только австралийцы. В 1927 году он сменил название на чемпионат Австралии, а позже вошёл в число турниров Большого шлема.